# 지브릴 시세
지브릴 시세(프랑스어: Djibril Aruun Cissé, 1981년 8월 12일 ~ )는 코트디부아르계 프랑스인인 전 축구 선수이다. 현역 시절 포지션은 스트라이커였다.

## 선수 경력
지브릴 시세는 15세가 되었을 때, 르샹피오나 팀인 AJ 오세르와 계약을 맺었으며, 21살의 나이로 2002년 벨기에 전에 국제경기 첫 출전을 하였다. 그는 2003년에 AJ 오세르를 쿠프 드 프랑스 정상으로 올리는 데 도움을 기여하였다. 그리고 한 달 뒤, 프랑스가 컨페더레이션스컵에서 우승하는 데 기여하였다.
시세는 2001-02 시즌과 2003-04 시즌 때에 르샹피오나 득점왕을 차지하였다. 그는 1,400만 유로에 리버풀로 가기 전까지 128경기를 뛰었고, 70골을 득점하였다. 리버풀은 시세를 영입하려고 많은 시간을 투자하였고, 결국 시세는 1,400만 유로에 리버풀로 이적하였다.
2008-09 시즌에는 올랭피크 드 마르세유에서 프리미어리그의 선덜랜드로 임대되어 있다가, 2009년 6월 27일 슈퍼리그 그리스 최고 몸값인 2,000만 유로(추정치)로 파나티나이코스로 이적하게 되었다.
파나티나이코스에서 2년간 준수한 활약을 펼친 그는 2011년 SS 라치오로 이적하였다. 그는 2011-12 시즌 겨울 이적 시장에서 6개월 만에 SS 라치오를 떠나 퀸즈 파크 레인저스로 이적하며 프리미어리그에 복귀했다.
하지만 그는 2012-13시즌 부진한 모습을 보이며 결국 2012-13 시즌 겨울, 알가라파 SC로 임대를 떠난다. 임대 복귀 후 퀸즈 파크 레인저스를 떠났다.
시세는 2002년FIFA월드컵과 2010FIFA월드컵에 출전했다

## 특이 사항
지브릴 시세는 2007년 올랭피크 드 마르세유 시절 영화 택시 4에 특별 출연하였다.